# Палеоконсерватизм
Палеоконсервати́зм — название традиционного русла американской консервативной мысли, оппозиционного неоконсерватизму. Палеоконсерваторы критически относятся к современной форме конституционной демократии. Считают необходимым возвращение к религиозной морали. Противники централизации власти. Они обращают внимание на постоянный рост функций правительства в последние десятилетия. В области внешней политики являются сторонниками изоляционизма и противниками интервенционизма.
К числу наиболее известных палеоконсерваторов относятся бывший спичрайтер Р. Никсона и сотрудник администрации Р. Рейгана, автор бестселлера «Смерть Запада» Патрик Бьюкенен и политолог и историк Пол Готфрид.

## История термина
Доподлинно неизвестно, кто и где конкретно впервые употребил термин «палеоконсерватизм». Большинство историков считают, что впервые его применил политический философ Пол Готфрид, пытаясь каким-то образом выделить в своих работах политическое движение, зарождавшееся в 80-х годах прошлого столетия, сторонники которого поддерживали традиции Юга Америки, выступали как оппозиция классических консерваторов, неоконсерваторов и Нового курса президента Франклина Рузвельта.

## Основные идеи
Появление идей, формирующих концепцию неких исконно американских традиций в рамках палеоконсерватизма можно отнести ко времени Гражданской войны в США между Югом и Севером. Именно ценности южной части Соединённых штатов берутся за основу при описании палеоконсерваторами неких исконных традиций. И из-за поражения южан в этой войне многие идеи, присущие палеоконам, стали считаться оппозиционными главному направлению течения политической мысли США.
Палеоконсерватизм является закономерной реакцией американской политической системы на проблемы, связанные с интернациональной политикой США, потоком иммигрантов и мультикультурализацией американского общества. Палеоконы являются носителями националистических идей (за что часто терпят нападки от своих оппонентов), что делает палеоконсерватизм околорадикальным движением, выступают за изоляционизм и закрытие границ для беженцев. Некоторые особо радикальные палеоконы так же продвигают идеи о биологических различиях между людьми различных рас, что тоже негативно сказывается на репутации этой политической идеологии.

## Место в политике
Расцвет палеоконсерватизма пришёлся на начало 90-х годов прошлого столетия, когда палеоконсерваторам пришлось вступить в своеобразный «альянс» с палеолибертарианцами, чтобы противостоять интернациональной внешней политике и рузвельтианской внутренней политике, составлять весомую конкуренцию левым силам Америки того времени. Несмотря на различия во взглядах палеоконов и палеолибертарианцев (например, непринятие последними необходимости в изоляционизме, так как одна из ценностей либертарианства — свободный рынок), они объединились вокруг одного из кандидатов в президенты — Патрика Бьюкенена, как выдвиженца, действующего в интересах этих течений. Однако палеолибертарианство как политическая идеология и движение оказалось более влиятельным и масштабным по сравнению с палеоконсерватизмом. Постепенно последний стал вытесняться с политической арены Америки. Этому способствовали и обвинения палеоконах в различных радикальных воззрениях, о которых говорится ниже. В итоге палеоконсерваторам была перекрыта дорога в различные крупные издания, и даже сам Пол Готфрид, главный идеолог этого движения, был исключён из Института межуниверситетских исследований.
В настоящее время палеоконсерваторы практически не участвуют в политической жизни США. Это связано, по мнению Пола Готфрида, с тем, что их главные противники — неоконсерваторы — обладают значительно большим влиянием и властью. Неоконы более лояльно относятся к различным левым движениям (Готфрид полагает, что они делают это для того, чтобы сохранить свои позиции), которые в современной Америке имеют огромную силу, и, по сути, отказываются от некоторых консервативных ценностей в угоду доминирующим движениям. Кроме того, палеоконсерваторов в некоторых вопросах легко можно обвинить в национализме и даже фашизме, что тоже идёт вразрез с современными ценностями подавляющего большинства.
Однако, палеоконсерватизм нельзя в полной мере определять как движение, имеющее свою политическую партию и стремящееся занять место в правительстве. Его нужно рассматривать как устоявшееся в американской системе политических взглядов философско-политическое направление, которое благодаря нечёткости своих формулировок (палеоконы выступают за сохранение американского традиционного общества, суть которого в современном понимании может сильно отличаться от той, которую оно имело изначально) получает воплощение своих идей в различных общественных движениях, например, в Движении Чаепития, которое формально хоть и не причисляет себя к палеоконсервативным, но продвигает идеи, созвучные с палеоконсерватизмом.
Историк Джордж Хоули считал, что, несмотря на влияние палеоконсерватизма, Дональд Трамп является скорее правым националистом и популистом, а не палеоконсерватором. Хоули также считал палеоконсерватизм истощившимся американской политике, но какое-то время он представлял самую серьезную правую угрозу господствующему консервативному движению. С другой стороны ряд учёных считают трампизм связанным с палеоконсерватизмом: поддерживает ли старое движение новое, или новое является ребрендингом старого. С этой точки зрения сторонники старых правых не исчезли так легко и продолжают иметь значительное влияние в Республиканской партии и всей стране.

## Человеческая природа, традиция и причина
Палеоконсерваторы утверждают, что раз природа и сущность человека ограничены, то любая искусственная утопия движется к катастрофе и потенциальной резне. Вместо этого, они склоняются к традиции, семье, обычаям, религиозным институтам, классическому обучению, чтобы обеспечить мудрость и руководство.